# Beatrix Miller
Pour les articles homonymes, voir Miller.
Beatrix Molineux Miller, née le 29 juin 1923 et morte le 21 février 2014, est une journaliste de mode et culturelle britannique. Elle est rédactrice en chef des magazines Queen de 1958 à 1964 et British Vogue de 1964 à 1985.

## Biographie
Beatrix Miller est née le 29 juin 1923 et a grandi à Rudgwick dans le Sussex en Angleterre. Son père médecin et sa mère infirmière se sont rencontrés sur le front occidental pendant la Première Guerre mondiale. À l'âge de 15 ans, elle est envoyée près d’Ottawa au Canada où elle restera pendant toute la durée de la Seconde Guerre mondiale avec son oncle et sa tante. Elle suit des cours particuliers jusqu'à l'âge de 17 ans avant de s’inscrire à la Sorbonne où elle étudie durant un semestre.

## Carrière
Beatrix Miller a commencé sa vie professionnelle comme secrétaire. Après la guerre, elle travaille pour le MI6, le service de renseignement britannique en Allemagne et au procès de Nuremberg.
Elle commence sa carrière journalistique comme secrétaire de The Queen, un magazine de société britannique. Elle commence à y écrire des articles et parvient à en devenir la rédactrice en chef des articles de fond. En 1956, elle s'installe à New York où elle rejoint l'édition américaine de Vogue en tant que rédactrice.
En 1958, Jocelyn Stevens (en) rachète The Queen et propose à Beatrix Miller d’y revenir et d’en devenir la rédactrice en chef. Elle renomme The Queen en Queen et modifie la ligne éditoriale pour s’adresser à un public féminin plus jeune plutôt qu’à des personnes plus âgées et traditionnelles.
En 1964, elle devient rédactrice en chef de l'édition britannique de Vogue. Avec 470 pages, le dernier numéro publié par ses soins est le plus grand jamais réalisé. Le magazine est considéré sous sa direction comme la bible en matière de haute couture. Elle prend sa retraite en 1984.

## Retraite
À sa retraite, Beatrix Miller crée avec le styliste Jean Muir (en) et le designer et homme d'affaires britannique Terence Conran un groupe de réflexion pour favoriser les liens entre le gouvernement et l'industrie de la mode.
Elle a également été membre du conseil du Royal College of Art, une institution de troisième cycle de Londres spécialisée dans l'art et le design.
Elle passe ses dernières années dans un chalet dans le Wiltshire où elle entame la rédaction de ses mémoires intitulés « Life After a Fashion » ou « Life to the Letter » mais l’œuvre reste inachevée.
Elle est décédée le 21 février 2014.

## Vie personnelle
Beatrix Miller ne s'est jamais mariée et n’a pas eu d'enfants. Ses relations sont toujours restées secrètes. Elle était connue sous le nom de « Miss Miller » par les collaborateurs de Queen et Vogue, et sous le nom de « Bea » par ses proches.

## Distinctions honorifiques
En 1985, Beatrix Miller est nommée Commandeur de l'Ordre de l'Empire britannique (CBE) en reconnaissance de ses services en tant que rédactrice en chef du Vogue britannique.